# École d’ingénieurs de Purpan
École d'ingénieurs de Purpan to uczelnia inżynierska założona w 1919 roku. Jest to jedna ze szkół Université fédérale de Toulouse Midi-Pyrénées.
Różne programy nauczania prowadzą do następujących stopni francuskich i europejskich:
- Ingénieur Purpan (dyplom magistra inżyniera Purpan)
- Licencjat
- Magister

Założona w 1919 r. i mająca siedzibę w Tuluzie uczelnia kształci inżynierów w dziedzinie rolnictwa, agrobiznesu, nauk przyrodniczych, marketingu i zarządzania.

## Znani absolwenci
- Yannick Jauzion, francuski zawodnik rugby union, wielokrotny reprezentant kraju[3]